# Maicon de Andrade
Maicon Andrade Siqueira (San Paolo, 6 gennaio 1993) è un taekwondoka brasiliano che ha rappresentato il Brasile ai Giochi olimpici di Rio de Janeiro 2016.

## Palmares
- Giochi olimpici

Rio de Janeiro 2016: bronzo nei +80 kg.
- Mondiali

Manchester 2019: bronzo nei +87 kg.
- Universiadi

Gwangju 2015: bronzo nei +87 kg.
Taipei 2017: argento nei +87 kg.